# غاريث إيفانز (فيلسوف)
غاريث إيفانز (بالإنجليزية: Gareth Evans)‏ (و. 1946 – 1980 م) هو فيلسوف إنجليزي، ولد في لندن، توفي في أكسفورد، عن عمر يناهز 34 عاماً.

## التعليم
تعلم في كنيسة المسيح، أكسفورد، وجامعة كاليفورنيا، بركلي، وجامعة هارفارد، وكلية أكسفورد الجامعية.